# Rete tranviaria di Tolosa
La rete tranviaria di Tolosa, gestita da Tisséo, è un sistema di trasporto pubblico della città francese di Tolosa ed è composto da due linee che si estendono per circa 16 km con 27 fermate: la tranvia è stata inaugurata il 27 novembre 2010.

## Storia
Il 25 novembre 1862 Eugène Pons ottenne il diritto esclusivo di far circolare a Tolosa degli omnibus, introducendo l'anno successivo dei nuovi mezzi, sempre a trazione animale, chiamati "Imperial", anche se il loro livello di comfort era alquanto scadente, in quanto 10 dei 22 posti erano situati sul tetto della cabina: nonostante tutto il successo fu enorme e nel 1865 furono trasportati circa 1.200.000 viaggiatori.

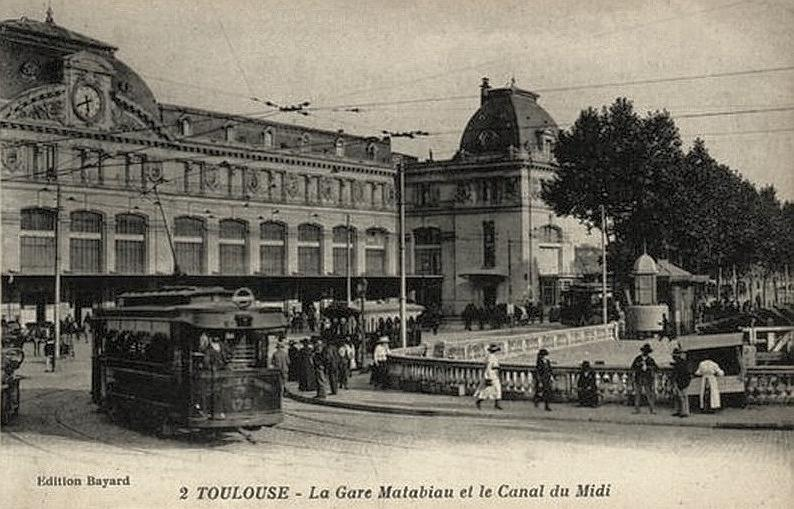
Foto d'epoca

Alla morte di Eugène Pons nel 1871, suo figlio Firmin rinnovò completamente il sistema di trasporti della città, inaugurando nel 1887 le prime linee tranviarie a cavallo: nel 1902 le vetture a trazione animale erano 118. Il 14 novembre 1906 venne inaugurata la prima linea a trazione elettrica; una seconda linea entrò in servizio invece nel 1911 tra Esquirol e Lafourguette. La rete si espanse sempre di più, toccando i paesi di Aucamville, Castanet, Colomiers e Blagnac: fu il periodo di massima espansione della tranvia di Tolosa, che arrivò a misurare 142 km per 14 linee. Su richiesta del direttore dell'accademia e della direttrice del liceo femminile, furono istituite due vetture riservate esclusivamente a ragazze di buona famiglia; sulle linee si andò sviluppando anche un discreto traffico merci, soprattutto per il trasporto di legumi e viole verso i mercati cittadini.
Durante la prima guerra mondiale vennero creati dei percorsi appositi per il trasporto di munizioni e dei feriti presso l'ospedale militare di Tolosa. Con la comparsa dei primi autobus, avvenuta già nel 1926, e il boom delle automobili nel secondo dopoguerra, la rete tranviaria tolosana cadde in rovina, tanto che il comune cercò di sostituire i tram con dei filobus, ma il progetto si rivelò ben presto fallimentare; i tram scomparvero da Tolosa il 7 luglio 1957.

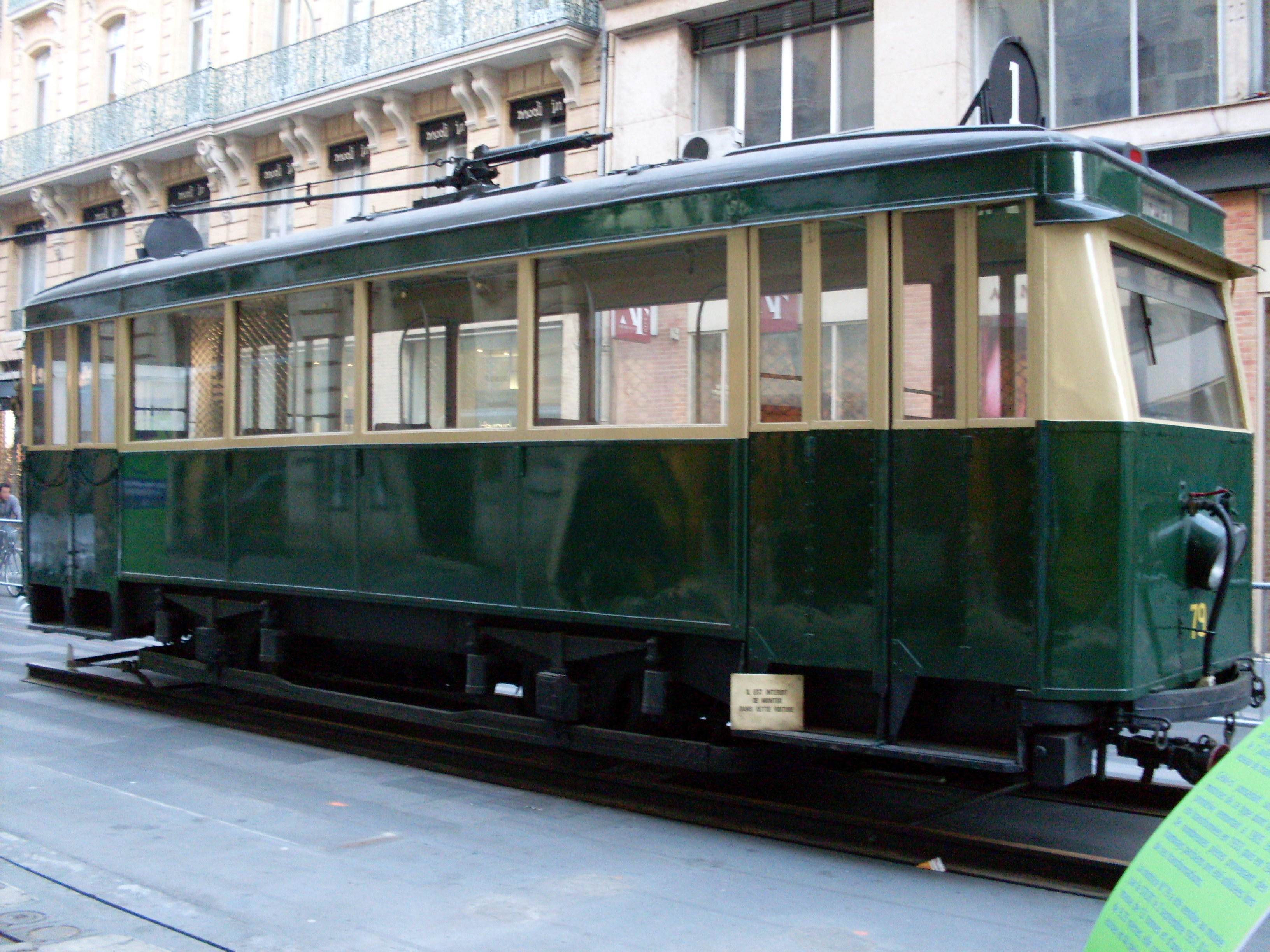
Tram in uso a Tolosa nel 1947

Nel corso degli anni la città dovette fare i conti con un traffico veicolare sempre maggiore, tanto che nel 1970, per alleviare il problema, furono create delle corsie riservate agli autobus e nel 1993 fu inaugurata la prima linea di metropolitana. Nel 1999, nonostante fossero quasi iniziati i lavori per la costruzione della seconda linea della metropolitana, inaugurata poi nel 2007, furono condotti dei primi studi per la realizzazione di una nuova rete tranviaria: nell'aprile del 2006 fu firmato un contratto per la fornitura di 24 tram Citadis e iniziarono gli studi di progettazione della linea, a cura della Tisséo e dell'Alstom: i lavori cominciarono ufficialmente nell'estate 2007.
Il primo tram fu completato nel dicembre 2008 negli stabilimenti di Aytré, nel dipartimento di Charente Marittima e la consegna fu effettuata nel maggio 2009. Nonostante alcuni problemi legati alla scoperta d'inquinamento da parte d'idrocarburi lungo il percorso, i lavori non subirono ritardi e nell'estate 2010 la linea fu completata: iniziarono così i primi viaggi di prova. L'inaugurazione avvenne il 27 novembre 2010, ma il servizio commerciale fu posticipato di quasi due settimane, precisamente all'11 dicembre 2010, a causa di uno sciopero del personale. L'11 aprile 2015 venne inaugurata una seconda linea che collega il centro cittadino con l'aeroporto di Tolosa Blagnac.

## Rete

Schema e fermate della linea

La linea T1 si estende per 10,9 km e dispone di 18 stazioni: il tram parte dal quartiere Arènes, per poi attraversare il quartiere de La Cépière, l'avenue de Grande-Bretagne, il quartiere di Purpan, il centro storico della città di Blagnac, per terminare la sua corsa nel paese di Beauzelle. In quasi tutte le fermate avviene l'interscambio con gli autobus, eccetto in quella di Arenas dove c'è una fermata della linea A della metropolitana e la stazione di Tolosa-Saint-Cyprien-Arènes. I titoli di viaggio sono gli stessi utilizzati per gli altri sistemi di trasporto pubblico della città.
Il tram viene alimentato tramite la linea aerea e la sede tranviaria è per quasi tutta la sua lunghezza ricoperta da un manto erboso. Lungo la linea sono state poste diverse opere d'arte, tra cui quattro statue di artisti francesi (Daniel Coulet, Richard Fauguet, Gloria Friedmann e Hervé Audibert. Con un traffico di circa 30.000 passeggeri al giorno, i tram effettuano in media una corsa ogni 8 minuti nei giorni feriali, una ogni 10 a 22 minuti durante il sabato ed ogni 30 minuti la domenica. Le fermate sono: Arènes, Zénith, Cartoucherie, Casselardit, Purpan, Arènes-Romaines, Ancely, Servanty, Guyenne, Pasteur, Place-du-Relais, Odyssud, Patinoire, Grand-Noble, Place-Georges-Brassens, Andromède, Beauzelle, Aéroconstellation.
La linea T2 si estende per 6 km e dispone di sedici fermate: i tram effettuano una corsa ogni quindici minuti ed il tracciato, in parte, utilizza i binari della linea T1 per poi staccarsi dalla fermata di Ancely e proseguire fino all'aeroporto cittadino.

## Materiale rotabile

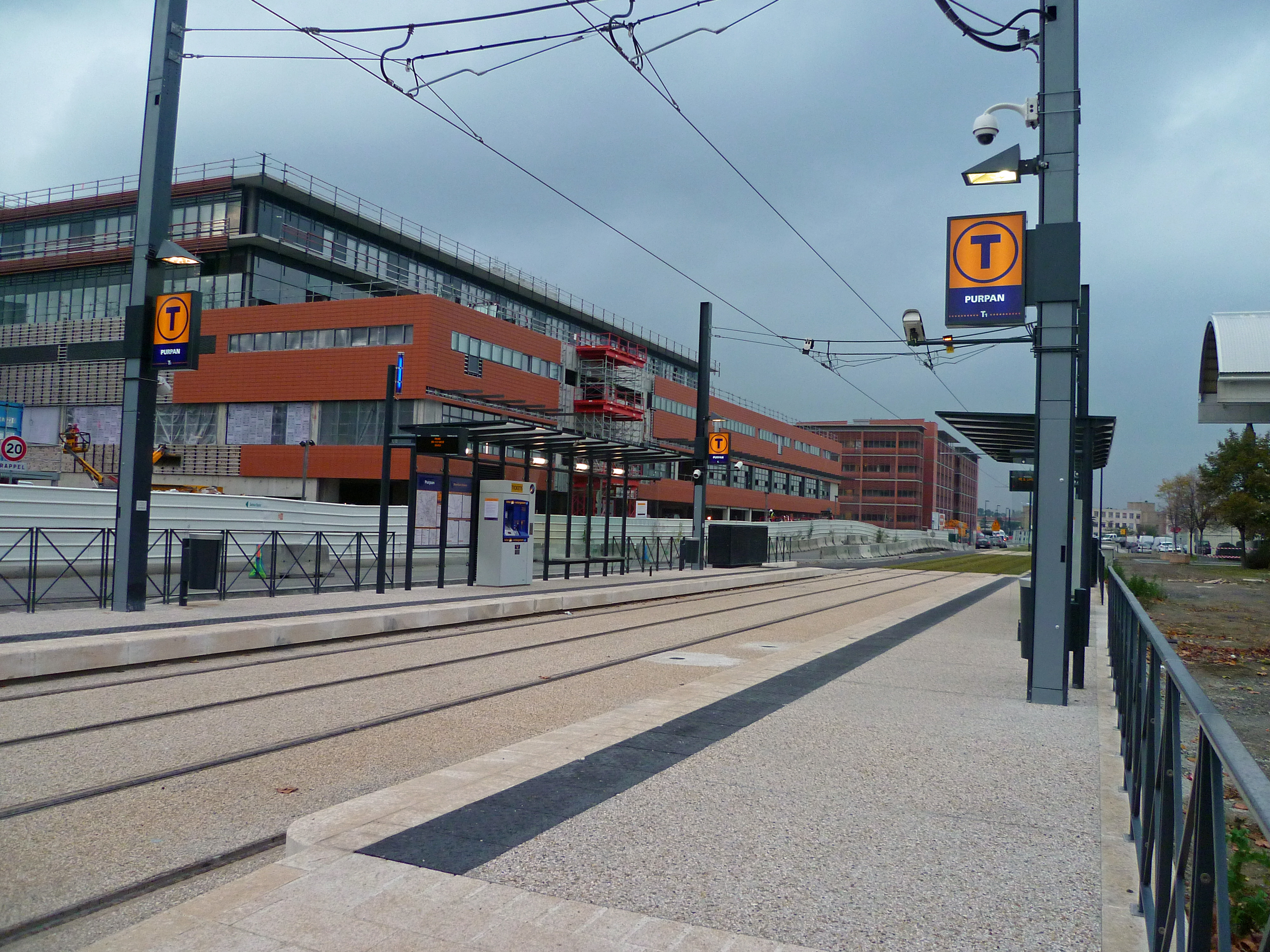
La fermata di Purpan

Sulla tranvia viaggiano 28 tram di tipo Citadis 302 dell'Alstom, della lunghezza di 32 metri ed in grado di ospitare fino a 200 persone; i convogli viaggiano ad una velocità media di 21 km/h e sono tutti a piano ribassato in modo da permettere l'accesso alle persone disabili. I convogli sono tutti dotati di sistema di videosorveglianza.

## Progetti futuri
Sono in corso altri progetti di realizzazione di tranvie: la linea G, così chiamata in quanto nel suo percorso attraversa il fiume Garonna, è stata inaugurata nel 2013 come prolungamento della linea T1; a questo progetto è stata proposta una variante che consentirebbe di toccare lo stadio, per attestarsi poi nei pressi della stazione Saint-Michel della linea B della metropolitana.
La linea F o linea Canal avrebbe dovuto collegare Ponts-Jumeaux a Montaudran, correndo lungo il canal du Midi: il suo completamento era previsto nel 2015, ma i lavori non sono mai iniziati; anzi, in alcuni progetti di sviluppo della mobilità di Tolosa, la tranvia non viene menzionata.
Durante la campagna elettorale 2008 il sindaco aveva ipotizzato la costruzione di altre tre linee: due radiali in direzione nord-sud ed est-ovest ed una circolare intorno a Tolosa; si era parlato inoltre di un tram che collegasse l'aeroporto con la stazione di Tolosa-Matabiau. Questi progetti sono nell'immediato futuro irrealizzabili a causa della mancanza di fondi.